# Älänteensaari
Älänteensaari är en ö i Finland. Den ligger i sjön Älänne och i kommunen Sotkamo i den ekonomiska regionen  Kajana ekonomiska region  och landskapet Kajanaland, i den centrala delen av landet, 400 km norr om huvudstaden Helsingfors. Öns area är 0,3 hektar och dess största längd är 170 meter i sydöst-nordvästlig riktning.